# Fritz Schönfelder
Fritz Schönfelder (* 10. Oktober 1943 in Chemnitz; † 7. Juni 2020) war ein deutscher Maler, Grafiker und Objektkünstler.

## Werdegang
Nach Abschluss der Lehre und einigen Jahren beruflicher Tätigkeit nahm er ein Studium als Jugenderzieher auf und belegte das Wahlfach Kunst. Während seiner fünfjährigen Arbeit in diesem Beruf vertiefte er seine künstlerische Begabung im Malzirkel bei der Malerin Sigrid Noack, die ihn auch zu einem 1976 begonnenem Studium an der Hochschule für Industrielle Formgestaltung, Halle, Burg Giebichenstein motivierte. Er studierte bei Willi Neubert und Hannes H. Wagner.
Nach Abbruch des Studiums 1979 war Fritz Schönfelder zunächst freischaffend in Guben tätig. Ab 1990 arbeitete er wieder in seiner Heimatstadt Chemnitz.
In den 1980er-Jahren reiste Fritz Schönfelder in die Tschechoslowakei (Slowakei) und in die Sowjetunion (Russland, Georgien). Später fand er Inspiration bei jährlichen Aufenthalten in Spanien. Reisen führten ihn auch nach Italien (Florenz), Frankreich (Paris) und Griechenland (Knossos), in die Schweiz (Winterthur) und nach Finnland (Tampere).
Schönfelder war Mitglied im Chemnitzer Künstlerbund e. V. und im Kunstverein Laterne e.V.

## Werk
Zu seinen Arbeitsgebieten gehörten Tafelbild und Grafik (zu Beginn seiner künstlerischen Tätigkeit) Collagen, Assemblagen, Objekte und Kleinplastik. Seine Arbeiten sind inspiriert von der Pop Art, dem Ready-made und dem Abstrakten Expressionismus. Auffällig ist das Prinzip der ornamentalen Reihung von Bildelementen. Arbeiten von Fritz Schönfelder befinden sich in Museen und Sammlungen in Chemnitz, Cottbus, Fürstenwalde/Spree, Greifswald, Guben, Güstrow, Magdeburg, Roznava (Slowakei) und Senftenberg.